# アルジャーノンに花束を
『アルジャーノンに花束を』（アルジャーノンにはなたばを、Flowers for Algernon）は、アメリカ合衆国の作家ダニエル・キイスによるSF小説。1959年に中編小説として発表され、翌年ヒューゴー賞短編小説部門を受賞。1966年に長編小説として改作されて発表され、翌年ネビュラ賞を受賞した。

## 概要
それまでのSF小説が宇宙や未来社会などを舞台とした作品であったのに対して、本作は知能指数を高める手術とそれに付随する事柄という限定した範囲を前提にSFとして成立させている。ジュディス・メリルは、本作をSFの多様性をあらわす作品のひとつとして位置づけている。
中編版は、日本のSFファンがオールタイム・ベストを選ぶ企画で海外短編SFランキングの上位に選出されている。S-Fマガジンが調査したSF小説のオールタイム・ベストにおける海外短編部門での順位は次の通りである。
- 1989年　5位[5]
- 1998年　3位[6]
- 2006年　4位[7]
- 2014年　5位[8]

## 作品背景・発表経過
短編『エルモにおまかせ』を発表後、次作のアイディアを考えていたダニエル・キイスは、自身がブルックリンカレッジ在学中に書きなぐっていたメモを見つけ、そこから創作の構想を膨らませていった。
その学生時代のメモには、「ぼくの教養は、ぼくとぼくの愛するひとたち――ぼくの両親――のあいだに楔を打ちこむ」「もし人間の知能を人工的に高めることができたら、いったいどういうことになるか」と書き留められていた。
小説を書き上げると、まず友人フィル・クラス（SF作家・ウィリアム・テン）に見せ、「これはまちがいなく古典になる」と言われた。その言葉に自信を得て、『ギャラクシイ』誌に持っていったが手直しを迫られ、暗い結末をハッピーエンドに書き変えれば掲載すると言われてしまう。友人フィルは、結末は変えるなとキイスに強く忠言した。そのままの作品を『ファンタジイ・アンド・サイエンス・フィクション』が受け入れ、1959年4月号に掲載された。
ドラマ化や映画化の話が持ち上がり成功をおさめたものの、キイスの頭には作品の主人公チャーリーがたえず顔を出し、もっと書いてと訴えていた。キイスは「彼の心と過去を深く探っていくうちに、彼の感情の発達を形成していくさまざまな経験を理解する必要がある」と長編を書く必要性を感じた。
この長編もまたハッピーエンドを求める編集者に拒絶され、別の出版社からも拒絶された。しかし、その後に、ハーコート・ブレイス&ワールド社からのオファーを得て、1966年、刊行された。

## 作品内容

### 形式・文体
主人公・チャーリイ・ゴードン自身の視点による一人称で書かれており、主に「経過報告」として綴られる。序盤は幼児が書いたように誤綴りだらけで文法的にも破綻が多く、ごく簡単な言葉や単純な視点でのみ、彼の周囲の事柄が描かれている。やがて主人公の知能の上昇に伴い、文章のスタイルは高度で複雑なものへと変わっていき、思考の対象もより抽象的で複雑な内面の描写へと変化していく。

### あらすじ
（長編版に準ずる）
知的障害を持つ青年チャーリイは、かしこくなって、周りの友達と同じになりたいと願っていた。他人を疑うことを知らず、周囲に笑顔をふりまき、誰にでも親切であろうとする、大きな体に小さな子供の心を持った優しい性格の青年だった。
彼は叔父の知り合いが営むパン屋で働くかたわら、知的障害者専門の学習クラスに通っていた。ある日、クラスの担任である大学教授・アリスから、開発されたばかりの脳手術を受けるよう勧められる。先に動物実験で対象となったハツカネズミの「アルジャーノン」は、驚くべき記憶・思考力を発揮し、チャーリイと難関の迷路実験で対決し、彼に勝ってしまう。彼は手術を受けることを快諾し、この手術の人間に対する臨床試験の被験者第1号に選ばれたのだった。
手術は成功し、チャーリイのIQは68から徐々に上昇し、数か月でIQ185の知能を持つ天才となった。チャーリイは大学で学生に混じって勉強することを許され、知識を得る喜び・難しい問題を考える楽しみを満たしていく。だが、頭が良くなるにつれ、これまで友達だと信じていた仕事仲間にだまされいじめられていたこと、自分の知能の低さが理由で母親に捨てられたことなど、知りたくもない事実を理解するようになる。
また、高い知能に反してチャーリイの感情は幼いままだった。突然に急成長を果たした天才的な知能とのバランスが取れず、妥協を知らないまま正義感を振り回し、自尊心が高まり、知らず知らず他人を見下すようになっていく。周囲の人間が離れていく中で、チャーリイは手術前には抱いたことも無い孤独感を抱くのだった。さらに、忘れていた記憶の未整理な奔流もチャーリイを苦悩の日々へと追い込んでいく。
そんなある日、自分より先に脳手術を受け、彼が世話をしていたアルジャーノンに異変が起こる。チャーリイは自分でアルジャーノンの異変について調査を始め、手術は一時的に知能を発達させるものの、性格の発達がそれに追いつかず社会性が損なわれること、そしてピークに達した知能は、やがて失われ元よりも下降してしまうという欠陥を突き止める。彼は失われ行く知能の中で、退行を引き止める手段を模索するが、知能の退行を止めることはできず、チャーリイは元の知能の知的障害者に戻ってしまう。自身のゆく末と、知的障害者の立場を知ってしまったチャーリイは、自らの意思で障害者収容施設へと向かう。
彼は経過報告日誌の最後に、正気を失ったまま寿命が尽きてしまったアルジャーノンの死を悼み、これを読むであろう大学教授に向けたメッセージ（「ついしん」）として、「どーかついでがあったらうらにわのアルジャーノンのおはかに花束をそなえてやてください。」と締め括る。

### 登場人物
長編版に準ずる。フェイ・リルマンやチャーリイの家族など、一部人物は長編版のみの登場となる。
チャーリイ・ゴードン（Charlie Gordon）
主人公。32歳だが、知能は6歳児並みの知的障害者。母・ローズとの確執が元で自分の知能にコンプレックスを抱いており、頭が良くなりたいと強く願っている。
脳手術を受けて天才となるが、精神は幼いままでバランスが取れず苦悩することとなる。
アルジャーノン（Algernon）
チャーリイの前に同じ脳手術を受け、天才的な知能を得たハツカネズミ。
教授たちの扱いに腹を立てたチャーリイとともに研究室から逃亡するが、手術の副作用で狂暴化し、死亡する。
アリス・キニアン（Alice Kinnian）
チャーリイが通う精神遅滞者専門の学習クラスの女性教師。チャーリイの学習意欲を見込んで、脳手術を勧める。親身な性格で、最後までチャーリイに対して一人の人間として接し続けた。
ハロルド・ニーマー教授（Professor Harold Nemur）
プロジェクトの研究主任で心理学者。プライドが高く神経質。
ジェイ・ストラウス博士（Doctor Jay Strauss）
精神科医にして脳神経外科医。チャーリイの脳手術を執刀した。屈託がなく、チャーリイにフランクに接する。
バート・セルドン（Burt Seldon）
大学院生で心理学の専攻学生。プロジェクトの助手を務めており、アルジャーノンの世話をしている。とても親切な性格。
フェイ・リルマン（Fay Lillman）
中年の女流画家。自由奔放な性格。
超天才となったチャーリイに興味を持ち、一時期彼と交際していた。
アーサー・ドナー（Arthur Donner）
チャーリイが勤めるパン屋の主人。亡き親友ハーマンに頼まれ、その甥であるチャーリイの面倒を見ている。情に篤い好漢。
一度はチャーリイを解雇するものの、後に手術の影響で元の知能に戻ってしまった彼が再雇用を志願した際、それまでの経緯を知って暖かく迎え入れた。
マット（マシュウ）・ゴードン（Matt Gordon）
チャーリイの父。息子の障害を受け入れており、接し方をめぐってたびたび妻と対立していた。天才となったチャーリイが行方を突き止めたときには、妻と別居し念願の理髪店を営んでいた。
ローズ・ゴードン（Rose Gordon）
チャーリイの母。世間体を気にする性格のため、いつまでも知能的に成長しないチャーリイを受け入れることができず、彼を健常者と同等にする事に固執していた。ノーマが生まれて以降はチャーリイを邪険に扱うようになり、娘のためにチャーリイを障害者収容施設へ送ろうとした。
天才になるも人望を無くしていた彼と再会した時は、認知症に近い状態になっており、ノーマの介護を受けている描写がある。
ノーマ・ゴードン（Norma Gordon）
チャーリイの妹。成績優秀で快活な美少女。母の影響でチャーリイを嫌っていたが、彼が天才になって再会した際は思いやりのある心優しい性格になっていた。チャーリイから過去に起こった自分とのいさかいを聞き、自分の我儘な振る舞いを反省・謝罪した。
ギンピィ
パン屋の職人頭。足が不自由。職人気質の厳格な人物で、従業員全員から恐れられている。
常連客と組んで売上の一部を横領していた。それを知能が発達したチャーリイに諌められた事に立腹し、同僚達と謀って彼が解雇されるきっかけを作った。しかし、知能が元に戻ったチャーリイがクラウスに絡まれた際は、率先して彼を擁護した。
ジョウ・カープ
チャーリイの同僚。意地悪な性格で、チャーリイをからかう。しかし次第に彼を気にかけ、親しく付き合うようになる。
フランク・ライリー
チャーリイの同僚。ジョウ・カープ同様チャーリイをからかうが、次第に理解者となっていく。
ファニー・バードン
パン屋の同僚。気立てが良く世話好きで、チャーリイに精神遅滞者専門の学習クラスを紹介する。
チャーリイが解雇された時は、唯一陳情書に署名せず、傲慢さが目立った彼を諌めたのみであった。
バーニー・ベイツ
パン屋の同僚。
マイヤー・クラウス
チャーリイがパン屋を離れていた間に入社した従業員。かつて天才であったチャーリイを見下し脅迫するが、ギンピィらに阻止される。解雇されそうになるがチャーリイの温情もあり許される。

## 作者との関係
作者であるダニエル・キイスにとっても『アルジャーノンに花束を』は印象深いものであったようで、自伝『アルジャーノン、チャーリイ、そして私』を書いている。
キイスは作家として1952年に最初の作品を発表したが注目されてこず、『アルジャーノンに花束を』が彼を「一躍スターダムに押しあげた」。彼は10代の頃から学資を稼ぐため、パン職人の見習い、パンの配送、軽食堂のウェイターなどをしたが、その時の経験も主人公チャーリイに注ぎ込まれており、キイスは、「チャーリイ・ゴードンはわたしです」と述べている。
アイザック・アシモフはヒューゴー賞をキイスに手渡したときの逸話として、以下のようなキイスの「不滅の名言」を回想している。

私（アシモフ）は「いったいどうやって、彼（キイス）はこんなことをやり遂げたのですか？」とミューズ（知の女神）に問うた。…キイスは丸っこい、穏やかな表情で、こんな不滅の名言を返してきたのである。「ねえ、わたしがどうやってこの作品を創ったか、おわかりになったら、このわたしにぜひ教えてください。もう一度やってみたいから」。

キイスは中編発表後も、主人公チャーリイのことが頭から離れず、チャーリイが「もっと書いて」と訴えかけていたと語っている。

## 日本語版

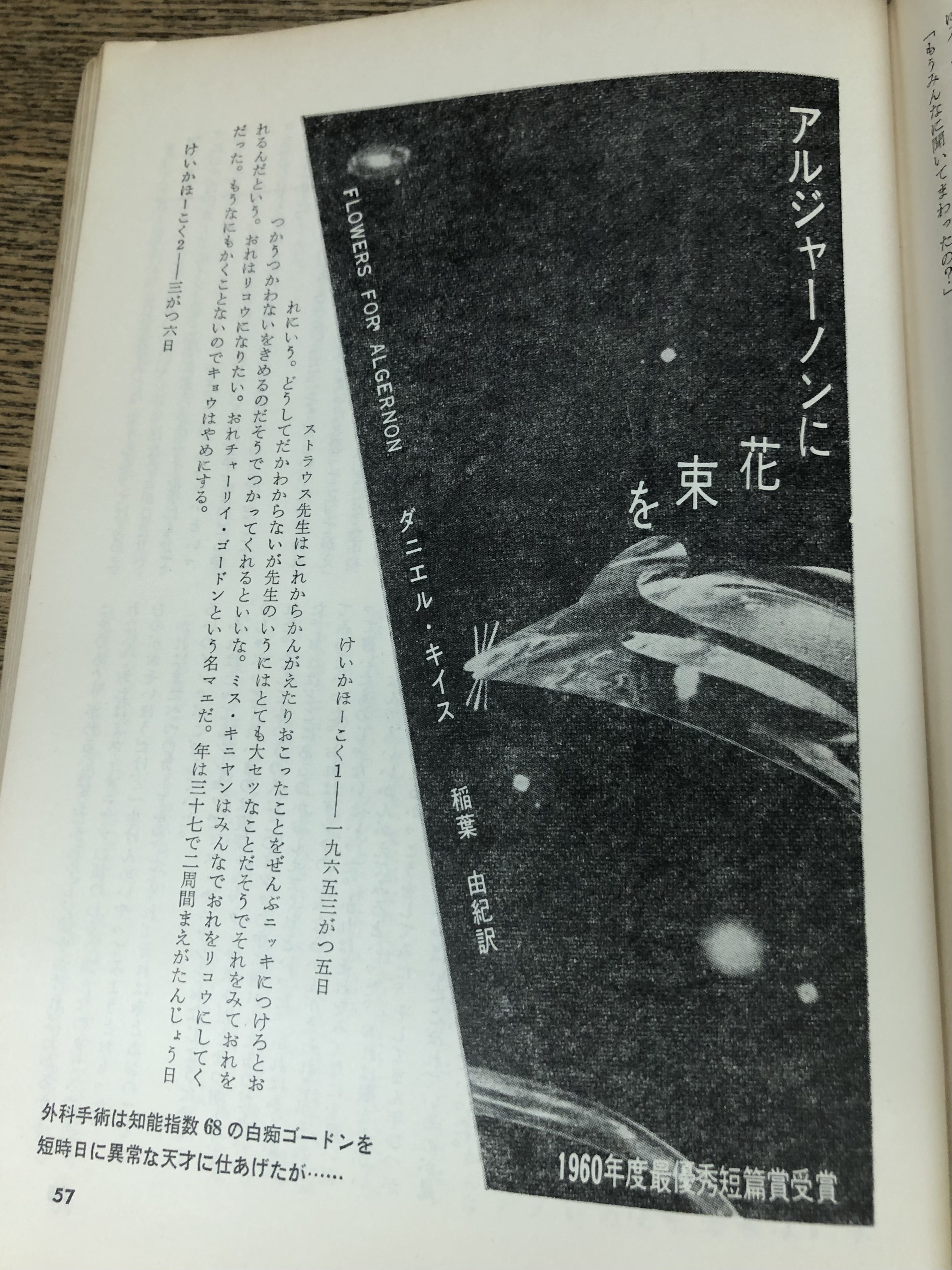
『アルジャーノンに花束を』の中編小説版が掲載された『S-Fマガジン』1961年2月号。

日本では早川書房が翻訳権を独占している。ハヤカワ文庫版の発売まで10年以上の期間があった。
中編小説版は稲葉由紀（稲葉明雄）訳で『S-Fマガジン』1961年2月号に掲載された（1960年12月25日発売）。『世界SF全集』32巻（1969年出版）および『心の鏡　ダニエル・キイス傑作集』（1993年出版）に収録された。
長編小説版は1978年に小尾芙佐訳で出版され、1989年に改訂された。中編版、長編版、いずれの訳でも、はじめはめちゃくちゃだった英語の綴り・句読法や文法がチャーリイの知能の向上につれて徐々に正しくなっていく（後半では再びでたらめになってゆく）原文の表現を、日本語の漢字・句読点やテニヲハに移し変えた名訳と言われている。
1999年10月、早川書房から新創刊された『ダニエル・キイス文庫』の第1作目として、長編版が初めて文庫化された。
2015年3月13日に文庫新装版が出版された。ダニエル・キイス文庫版は絶版となり、ハヤカワ文庫NVのラインナップに加えられた。表紙には佐々木啓成のイラストが使われている。また新装版の発売に際し特設サイトがオープンし、早川書房では期間限定で「カフェ・アルジャーノンに花束を」にてダニエル・キイスの名作をテーマとしたカフェを営業した。
2015年4月8日に早川書房から愛蔵版が出版された。装丁には絵本作家の酒井駒子のイラストが使われている。
長編中の知的障害者の扱い（用語）に関しては、時代を反映して、それぞれ翻訳された語が変えられている。

## 映画

### 1968年
"Charly"（邦題『まごころを君に』）、アメリカ、1968年
- 監督：ラルフ・ネルソン
- 主演：クリフ・ロバートソン - アカデミー主演男優賞受賞[16]
- 出演：クレア・ブルーム、レオン・ジャニー（英語版）、リリア・スカラ

### 2000年
"Flowers for Algernon"、カナダ、2000年 ※テレビ映画
- 監督：ジェフ・ブレックナー（英語版）
- 主演：マシュー・モディン
- 出演：ケリー・ウィリアムズ、ボニー・ベデリア、ロン・リフキン

### 2006年
"Des Fleurs Pour Algernon"、フランス、2006年 ※テレビ映画
- 監督：ダヴィッド・デルリュー（フランス語版）
- 主演：ジュリアン・ボワスリエ（フランス語版）
- 出演：エレーヌ・ド・フジュロル、マリアンヌ・バスレール（フランス語版）、フレデリック・ヴァン・デン・ドリエシュ（フランス語版）

物語の舞台はスイスのジュネーヴで、主人公の名前がフランス語圏風にシャルルと改変されている。原作本をベースにしながらも、パン屋ではなく学校の清掃員、手術ではなくて開発中の新薬の注射、後見人ペルノの存在、などの、多くの改変があり、ピアノ教師のアリス・フェルネとの恋愛なども追加されている。物語の後半で、激高したシャルルはネズミのアルジャーノンを強引に研究室から持ち出し、自宅で殺してしまう。

### 2014年
"Des fleurs pour Algernon"、フランス、2014年 ※テレビ映画、日本ではTV5MONDEにて放映
- 監督：イヴ・アンジェロ（フランス語版）
- 主演：グレゴリー・ガドゥボワ ※一人芝居

## テレビドラマ

### 2002年
小説版をもとにしたテレビドラマが関西テレビとMMJで製作され、2002年10月8日から12月17日までフジテレビ系の「火曜22時枠」で放送された。全11回。最高視聴率14.5%（初回）、平均視聴率11.1%。主人公チャーリイ・ゴードンは藤島ハルと名前を変え、舞台も日本に変更され、「知的障害者への差別によるいじめが強く描写されている」「主人公が恋する先生にも恋人がいる」など、一部変更されている。また結末も原作より大きく変更されている。脚本の岡田惠和、音楽の寺嶋民哉など、スタッフ、キャストにドラマ『イグアナの娘』のメンバーが集結している。

### 2015年
小説版をもとにしたテレビドラマが2015年4月10日から6月12日まで毎週金曜日22時 - 22時54分に、TBS系の「金曜ドラマ」枠で放送された。主演は山下智久、脚本監修は野島伸司。舞台は日本となっており、チャーリイに当たる人物の白鳥咲人の勤め先が花屋になるなど、一部変更が加えられている。
2015年度「第19回日刊スポーツ・ドラマグランプリ（GP）」の春ドラマ選考で4冠を達成した。作品賞のほか主演男優で山下智久、助演男優で窪田正孝、助演女優で栗山千明が1位だった。

## ラジオドラマ
1995年8月7日から11日まで、NHKFM青春アドベンチャー枠で「ダミーヘッド・ドラマ・スペシャル」としてラジオドラマ化され放送された（全5回）。奇抜な演出も大きな改変もなく、原作小説の内容がほぼ忠実に再現された。
なお、1977年1月7日にNHKラジオ第1放送「文芸劇場」枠で、中編版を原作とする1話完結でラジオドラマ化されたこともある。（再放送：1989年6月18日「ラジオ名作劇場」、NHKラジオ第2放送）

### キャスト
- チャーリイ - 大高洋夫
- キニアン - 毬谷友子
- 石田圭祐
- 大林丈史
- 伊藤留奈

### スタッフ
- 脚本 - 津川泉
- 演出 - 千葉守
- 技術 - 星野勇一
- 効果 - 平塚清
- 音楽 - 栗山和樹

## 舞台
様々な形で舞台化されている。
- 菊池准によって1990年から演劇化されている。1992年には早川書房から 『戯曲 アルジャーノンに花束を』も出版された。ISBN 4152035277（#菊池版参照）
- 2006年、荻田浩一脚本・演出によりミュージカル化された。（#荻田版参照）
- 2012年に演劇集団キャラメルボックスによって舞台化される。脚本と演出は成井豊と真柴あずき。（#キャラメルボックス版参照）

### 菊池版

#### 1990年
9月21日から10月7日まで現代演劇協会附属劇団昴公演。脚本・演出は菊池准で「三百人劇場」にて上演。
- チャーリイ・ゴードン - 牛山茂
- アリス・キニアン - 相沢恵子
- ストラウス博士 - 西沢利明
- ニーマー教授 - 小山武宏
- バート・セルドン - 伊藤和晃
- フェイ・リルマン - 土井美加
- 父親マット - 金尾哲夫
- 母親ローズ - 石井ゆき
- 妹ノーマ - 望木祐子
- パン屋の主人ドナー - 久保田民絵
- ウィンズロウ他 − 林佳代子

#### 2005年
6月9日から7月1日まで現代演劇協会附属劇団昴公演。脚色は菊池准、演出は三輪えり花で「三百人劇場」にて上演。
- チャーリイ・ゴードン - 平田広明
- アリス・キニアン - 服部幸子
- ストラウス博士 - 石波義人
- ニーマー教授 - 田中正彦
- フェイ・リルマン：松谷彼哉
- 父親マット：水野龍司
- ジンピイ：石田博英
- ジョー・カープ：鉄野正豊
- フランク・レリイ：奥田隆仁
- バート・セルドン：中西陽介
- ウィンズロウ、女性委員、他：磯辺万沙子
- パン屋の主人ドナー、家主の婦人：江川泰子
- 母親ローズ：林佳代子
- 妹ノーマ、若い女：田村真紀

#### 2020年
4月15日から19日まであうるすぽっとにて（劇団昴が、脚色・演出は菊池准で）上演予定、また演劇鑑賞会会員対象の地方巡演も予定されていたが新型コロナウイルス感染拡大を受けて延期された。演劇鑑賞会会員対象で9月15日から10月28日にかけて九州巡演、同じく11月4日から27日にかけて東北巡演が行われ、（会員対象ではない公演が）12月17日から20日まで東京芸術劇場シアターウエストにて上演。
- チャーリイ・ゴードン - 町屋圭祐
- アリス・キニアン - あんどうさくら
- ストラウス博士 - 宮本充
- ニーマー教授 - 金子由之
- バート・セルドン - 岩田翼
- 母親ローズ - 大矢朋子
- 父親マット - 三輪学
- 妹ノーマ - 染谷麻衣
- パン屋の主人ドナー - 佐藤しのぶ
- ジンピイ - 山口研志
- フランク・ライリイ - 江﨑泰介
- ジョウ・カープ - 加藤和将
- ウィンズロウ、他 - 市川奈央子
- フェイ・リルマン - 望月真理子

#### 2022年
演劇鑑賞会会員対象の中国巡演が5月13日から6月6日にかけて、同じく四国巡演が9月5日から13日にかけて（2020年公演から引き続き、劇団昴が、脚色・演出は菊池准で）上演。
- チャーリイ・ゴードン - 町屋圭祐
- アリス・キニアン - あんどうさくら
- ストラウス博士 - 中西陽介
- ニーマー教授 - 石田博英
- バート・セルドン - 岩田翼
- 母親ローズ - 大矢朋子
- 父親マット - 三輪学
- 妹ノーマ - 染谷麻衣
- パン屋の主人ドナー - 佐藤しのぶ
- ジンピイ - 山口研志
- フランク・ライリイ - 江﨑泰介
- ジョウ・カープ - 加藤和将
- ウィンズロウ、他 - 市川奈央子
- フェイ・リルマン - 望月真理子

### 荻田版

#### 2006年
2月22日から3月10日まで博品館劇場、静岡市民文化会館、大阪厚生年金会館、愛知厚生年金会館にて上演。脚本・演出は荻田浩一。音楽は斉藤恒芳。
- チャーリイ・ゴードン - 浦井健治
- アリス・キニアン - 安寿ミラ
- ハロルド・ニーマー教授 - 戸井勝海
- バート・セルドン - 永山たかし
- フェイ・リルマン - 小野妃香里
- ヒルダ - 朝澄けい
- ルシル - 小田島クリスティン

#### 2014年
9月18日から28日まで、天王洲 銀河劇場、サンケイホールブリーゼほかにて上演。2006年版と同じく浦井健治が出演。キャッチコピーにも「8年の時を経て」とあるように、2006年版の再演となる。
- チャーリイ・ゴードン - 浦井健治
- ハロルド・ニーマー教授 他 - 良知真次
- アルジャーノン 他 - 森新吾
- バート・セルドン 他 - 高木心平
- フェイ・リルマン 他 - 秋山エリサ
- ヒルダ／ノーマ（現在） 他 - 桜乃彩音
- ルシル／ノーマ（回想） 他 - 吉田萌美
- ストラウス博士 他 - 宮川浩
- アリス・キニアン／ローズ（回想） - 安寿ミラ

#### 2017年
2017年3月に天王洲 銀河劇場と兵庫県立芸術文化センター阪急中ホールで上演。主演は矢田悠祐。
- チャーリィ・ゴードン - 矢田悠祐
- アリス・キニアン - 水夏希
- ニーマー教授 - 小林遼介
- ストラウス博士 - 戸井勝海
- バート・セルダン - 和田泰右
- フェイ・リルマン - 蒼乃夕妃
- アルジャーノン - 長澤風海
- ノーマ（現在） - 皆本麻帆
- ノーマ（回想） - 吉田萌美

#### 2020年
10月15日から11月1日まで、博品館劇場で上演。同年に予定されていたが中止になった#菊池版の振替公演ではない。
- チャーリィ・ゴードン - 矢田悠祐
- ノーマ（現在） - 大月さゆ
- ノーマ（回想） - 元榮菜摘
- フェイ・リルマン 他 - 青野紗穂
- ニーマー教授 他 - 大山真志
- アルジャーノン 他 - 長澤風海
- バート・セルダン 他 - 和田泰右
- ストラウス博士 他 - 戸井勝海
- アリス・キニアン - 水夏希

#### 2023年
4月27日から5月7日まで日本青年館ホール、5月13日から14日までCOOL JAPAN PARK OSAKA WWホールで上演。
- チャーリイ・ゴードン - 浦井健治
- ニーマー教授 - 大山真志
- アルジャーノン - 長澤風海
- バート・セルドン - 若松渓太
- ノーマ（現在） - 大月さゆ
- ノーマ（幼少期） - 藤田奈那
- フェイ・リルマン - 渡来美友
- ストラウス博士 - 東山義久
- アリス・キニアン - 北翔海莉

### キャラメルボックス版

#### 2012年
演劇集団キャラメルボックスにより、7月21日から8月12日までサンシャイン劇場、8月16日から24日まで新神戸オリエンタル劇場にて上演。チャーリイ・ゴードンとアリス・キニアンがダブルキャストになっており、もう一方の上演時は別の役として出演する。また、CMやダンスシーンでandropのWorld.Words.Lights.が使用された。
- チャーリイ・ゴードン - 阿部丈二（イグニス） / 多田直人（アクア）
- アリス・キニアン - 岡内美喜子（イグニス） / 渡邊安理（アクア）
- ハノルド・ニーマー - 大内厚雄
- ジェイ・ストラウス - 左東広之
- バート・セイドン - 畑中智行
- アーサー・ドナー - 筒井俊作
- ギンピイ - 市川草太
- ジョウ・カープ - 鍛治本大樹
- フランク・ライリイ - 鈴木秀明
- ファニイ・バートン - 小林春世
- マット・ゴードン - 三浦剛
- ローズ・ゴードン - 坂口理恵
- ノーマ・ゴードン - 林貴子
- フェイ・リルマン - 笹川亜矢奈
- マイヤー / 議長 - 多田直人（イグニス） / 阿部丈二（アクア）
- ムーニイ - 渡邊安理（イグニス） / 岡内美喜子（アクア）

## その他
- 氷室京介は本作品を読んで感銘を受け、BOØWY解散後の1988年9月に発売したソロアルバムに『FLOWERS for ALGERNON』と命名している。収録曲の『DEAR ALGERNON』は後にシングルカットされた。 早川書房・ミステリマガジン編集長兼書籍編集部課長の清水直樹は、それまで7.85万部だった国内での累計発行部数が同アルバムがリリースされた1988年だけで9.4万部の重版がかかり17.25万部まで達したことに触れ、「ここまで広く読まれるようになったのは、氷室さんのアルバムがターニングポイントになったことは間違いない」と分析している[31]。
- 1971年にフジテレビ系で放送された特撮テレビ映画『スペクトルマン』（ピー・プロダクション制作）の第48話「ボビーよ怪獣になるな!!」、第49話「悲しき天才怪獣ノーマン」のストーリーは「アルジャーノンに花束を」の翻案である。プロデューサーの篠原茂は、フジテレビの別所孝治からの提案であったと証言しており[32]、脚本を執筆した山崎晴哉は別所から『アルジャーノンに花束を』の小説を渡され、参考にして執筆したと証言している[33]。
- 『ザ・シンプソンズ』の第12シーズン第9話「あのクレヨンをもういちど（英語版）（HOMR[注釈 4]）」は本作をモチーフとしており、脳の手術(脳に突き刺さったクレヨンの摘出)を受けた結果知能指数が倍近く上がったものの、実生活での幸福を得ることができず結局は元に戻ることを選択した主人公ホーマーの顛末が描かれている。
- 2017年に京都大学の研究チームがダウン症により知的障害を引き起こす遺伝子の働きを抑制する化合物を発見、実際にダウン症の子を妊娠した母マウスにこれを投与したところ、子マウスの脳構造や学習行動に改善が見られたと発表した。この化合物は本作品にちなみ「アルジャーノン」と命名された[34]。

## 書誌情報

### 中編版
- 稲葉由紀（訳）「アルジャーノンに花束を」『S-Fマガジン』1961年2月号、早川書房、1961年2月、第2巻第2号、国立国会図書館サーチ：R100000002-I000000000556-d4410870
- 稲葉明雄（訳）「アルジャーノンに花束を」『ヒューゴー賞傑作集 NO.2』、早川書房、1965年3月、国立国会図書館サーチ：R100000001-I21111101446426
- 稲葉明雄（訳）「アルジャーノンに花束を」『世界SF全集　第32巻』、早川書房、1969年、国立国会図書館サーチ：R100000002-I000001273689
- 稲葉明雄（訳）「アルジャーノンに花束を」『心の鏡 : ダニエル・キイス傑作集』、早川書房、1993年12月、ISBN 4-15-207826-X
- 稲葉明雄（訳）「アルジャーノンに花束を」『心の鏡』(ダニエル・キイス文庫8)、早川書房、1999年12月、ISBN 4-15-110108-X

### 長編版
- 小尾芙佐（訳）『アルジャーノンに花束を』(海外ＳＦノヴェルズ)、早川書房、1978年7月、国立国会図書館サーチ：R100000002-I000001383734
- 小尾芙佐（訳）『アルジャーノンに花束を　改訂版』、早川書房、1989年4月、ISBN 4-15-203393-2
- 小尾芙佐（訳）『アルジャーノンに花束を』(ダニエル・キイス文庫1)、早川書房、1999年10月、ISBN 4-15-110101-2
- 小尾芙佐（訳）『アルジャーノンに花束を　新版』(ハヤカワ文庫NV 1333)、早川書房、2015年3月、ISBN 978-4-15-041333-0
- 小尾芙佐（訳）『アルジャーノンに花束を　愛蔵版』、早川書房、2015年4月、ISBN 978-4-15-209533-6

### 英語学習書
- 『アルジャーノンに花束を : Flowers for Algernon』（講談社ワールドブックス）、講談社、1995年11月、ISBN 4062614030
- 『アルジャーノンに花束を [英語版ルビ訳付] 』（講談社ルビー・ブックス）、講談社インターナショナル、1999年4月、ISBN 4770023723